# Grota Dargilan
Grota Dargilan (inaczej nazywana „Różową Grotą”, z fr. La Grotte Rose) – jaskinia we Francji w departamencie Lozère, nieopodal miejscowości Meyrueis.
Została odkryta w 1880 roku przez pasterza Jeana Sahuquet, przypadkowo, podczas pogoni za lisem, który zniknął w szczelinie skalnej.
Następnie w 1888 r. jaskinia została zbadana przez speleologa Édouarda-Alfreda Martela, a od około 1890 r. została udostępniona zwiedzającym.
Jaskinia rozciąga się na dwóch poziomach: wyższa część znajduje się 60 metrów poniżej wejścia, niższa 120 m. Łącznie zbadano 2200 metrów tras, dostępny do zwiedzania jest ok. 1 km.
Cechą charakterystyczną Groty Dargilan są kolory formacji naciekowych, od różowo-łososiowych, poprzez żółtawe i białe aż po szare i czarne.
Najbardziej godne uwagi formacje to „Zastygły wodospad” o długości 100 m i wysokości 20 m oraz „Dzwonnica” – kolumna o wysokości 16 m i obwodzie 9 m.
Jaskinię zwiedza się z przewodnikiem, jest otwarta od ferii wielkanocnych do końca października.